# Alte Zangenfabrik Beromünster

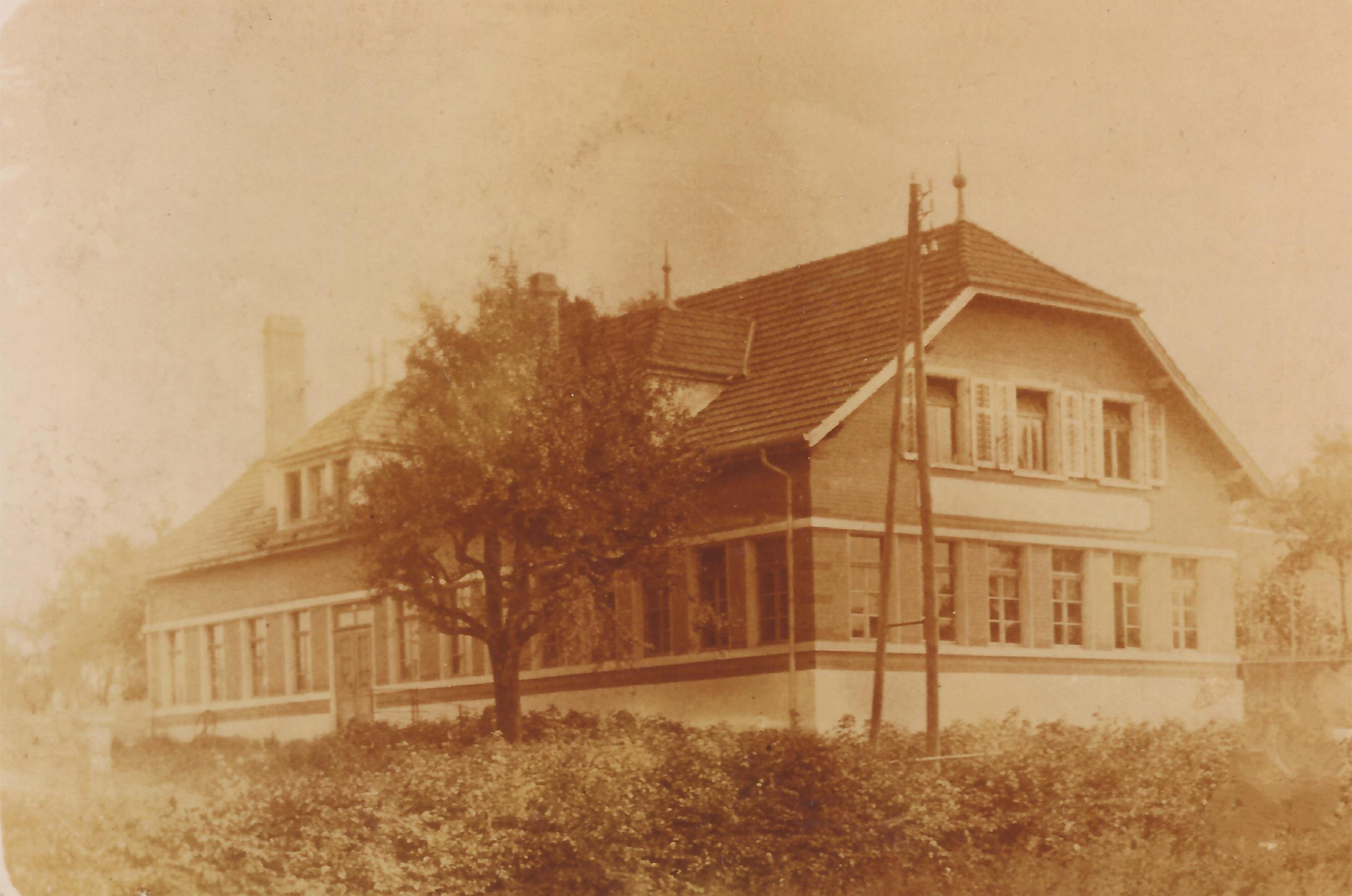
Alte Zangenfabrik Beromünster

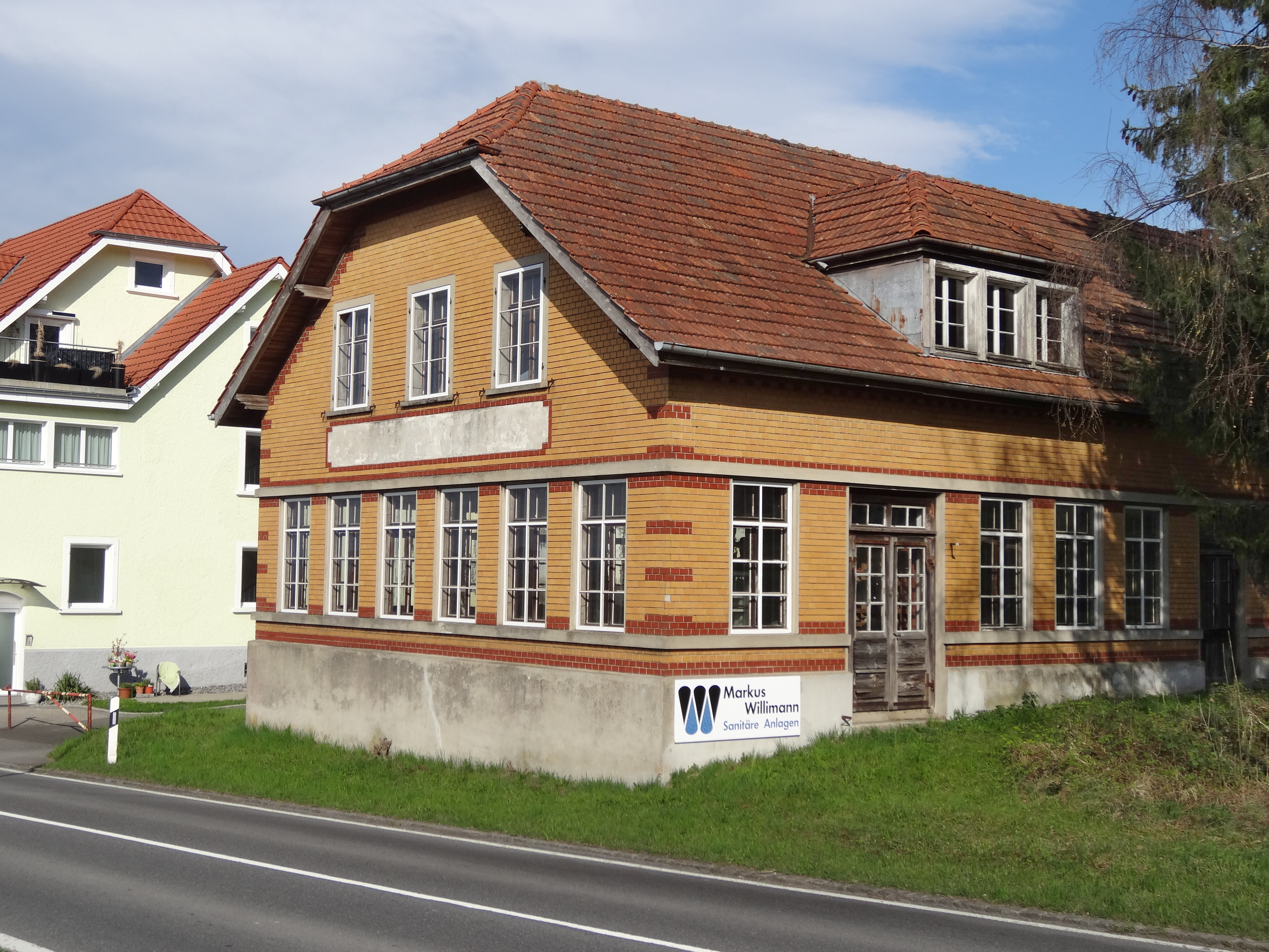
Willimann Zangenfabrik

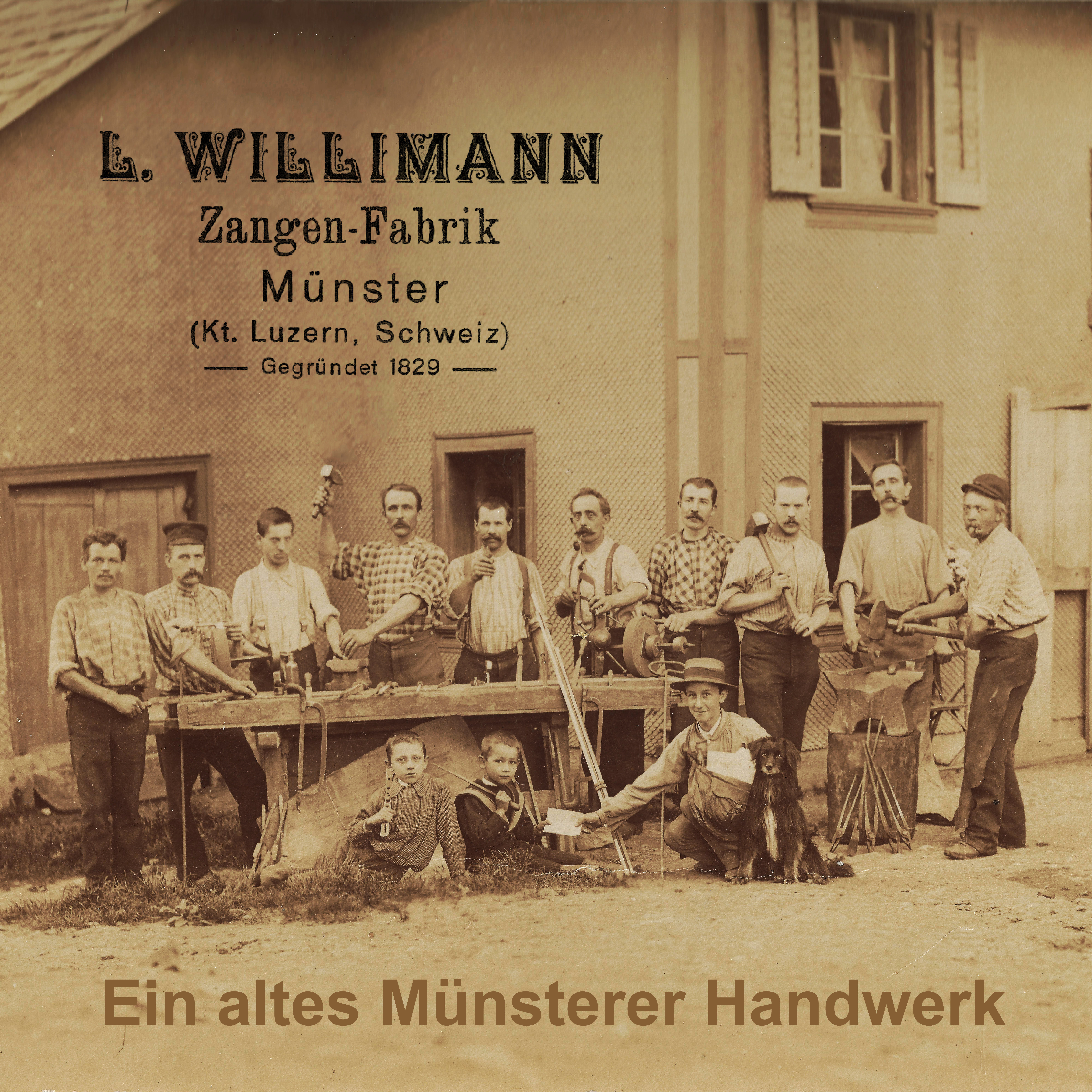

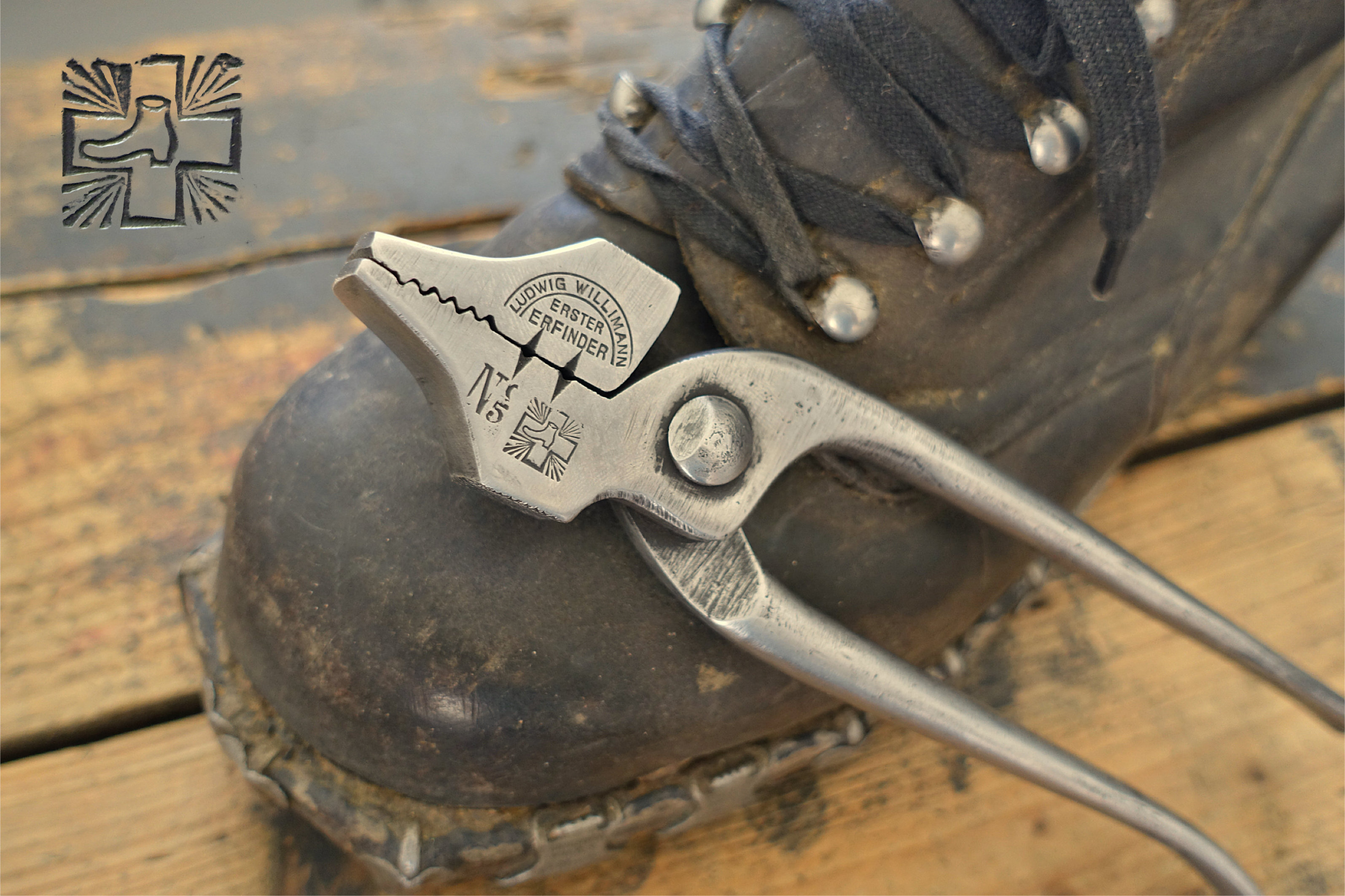
Willimann Schusterfalzzange

Die alte Zangenfabrik in Beromünster wurde 1911 von Jean Willimann gebaut. Bis 1971 wurden in dieser Fabrik Falzzangen für Schuhmacher hergestellt, welche auf der ganzen Welt verkauft wurden. Jede Zange erhielt die Prägung Ludwig Willimann erster Erfinder. Die Firma hat sich inzwischen zum Sanitärbetrieb gewandelt.
Das bautypologisch interessante Gebäude in zeittypischer Gestaltung ist eines der wenigen erhaltenen Werkstattgebäude des frühen 20. Jahrhunderts mit viel Originalsubstanz. Es prägt als freistehender Baukörper den Ortseingang an der Aargauerstrasse. Seit 2016 ist die alte Zangenfabrik von der Kantonalen Denkmalpflege Luzern als schützenswerter Bau eingestuft.